# Лапис лазули
Лапис лазули е скъпоценен камък, агрегат или съвкупност от няколко минерала. Главният минерал е лазуритът, но се срещат още содалит, слюда и пирит. Белите жилки се дължат на калцит. Твърдост по скалата на Моос-от 5 до 6. Името на камъка произхожда от арабски език. Химическата формула е на лазурит: (Na,Ca)8(AlSiO4)6(S,SO4,Cl)1-2. Синоним на синьо в много култури.

## Находища
Лапис лазули се среща в Афганистан, но също така и в много други държави.

## Цвят
Лапис лазули е скала с най-често наситеносин цвят, но се среща и в светлосин цвят.

## Употреби
Лапис лазули може лесно да се шлайфа, придобивайки отличен гланц. От него се изработват бижута, гравюри, мозайки, вази. През Средновековието лапис лазули е бил стриван на прах и смесван с различни вещества, за да бъде използван като пигмент, наречен ултрамарин, широко използван в стенописи и в маслената живопис. От XIX век е открит начин за синтезиране на химически идентичен ултрамарин, поради което използването на естествения пигмент ултрамарин приключва.